# Biafra
Biafra, tên chính thức Cộng hòa Biafra, là một quốc gia tồn tại ở phía đông Nigeria từ 30 tháng 5 năm 1967 đến tháng 1 năm 1970. Quốc gia này trước đây được công nhận bởi Gabon, Haiti, Bờ Biển Ngà, Tanzania và Zambia.